# 圏央厚木インターチェンジ
圏央厚木インターチェンジ（けんおうあつぎインターチェンジ）は、神奈川県厚木市にある首都圏中央連絡自動車道（さがみ縦貫道路）及び厚木秦野道路（事業中）のインターチェンジ(IC)である。東名高速道路の厚木ICとの区別のため「圏央」がついている。

## 歴史
- 2012年（平成24年）5月15日：当ICの名称が「圏央厚木IC」に正式決定[3]。
- 2013年（平成25年）3月30日：首都圏中央連絡自動車道・海老名IC - 相模原愛川IC間が開通[4]。
- 2025年（令和7年）3月26日：料金所がETC専用になる[5]。
- 未定：厚木秦野道路・圏央厚木IC - 厚木北IC間開通予定。

## 周辺
- 相模川
- 中津川
- 相武台下駅（JR東日本・相模線）
- 入谷駅（JR東日本・相模線）
- 厚木市立依知南小学校
- 厚木市立依知中学校

## 接続する道路
- 国道129号

## 隣
C4 首都圏中央連絡自動車道
(31)海老名IC - (32)圏央厚木IC - (32-1)厚木PA/SIC - (33)相模原愛川IC
厚木秦野道路（事業中）
圏央厚木IC - 厚木北IC（事業中）